# Hamad Al-Montashari
Hamad Al-Montashari (in arabo حمد المُنتشري‎?; Gedda, 22 giugno 1982) è un ex calciatore saudita, di ruolo difensore.

## Carriera
Nel 2005 è stato eletto Calciatore asiatico dell'anno, battendo la concorrenza dell'attaccante dell'Uzbekistan e della Dinamo Kiev Maksim Šackich. Considerato uno dei migliori giocatori asiatici degli ultimi anni, con l'Al-Ittihad ha vinto la Champions League asiatica nel 2004 e nel 2005.